# Wilhelm Holzbauer

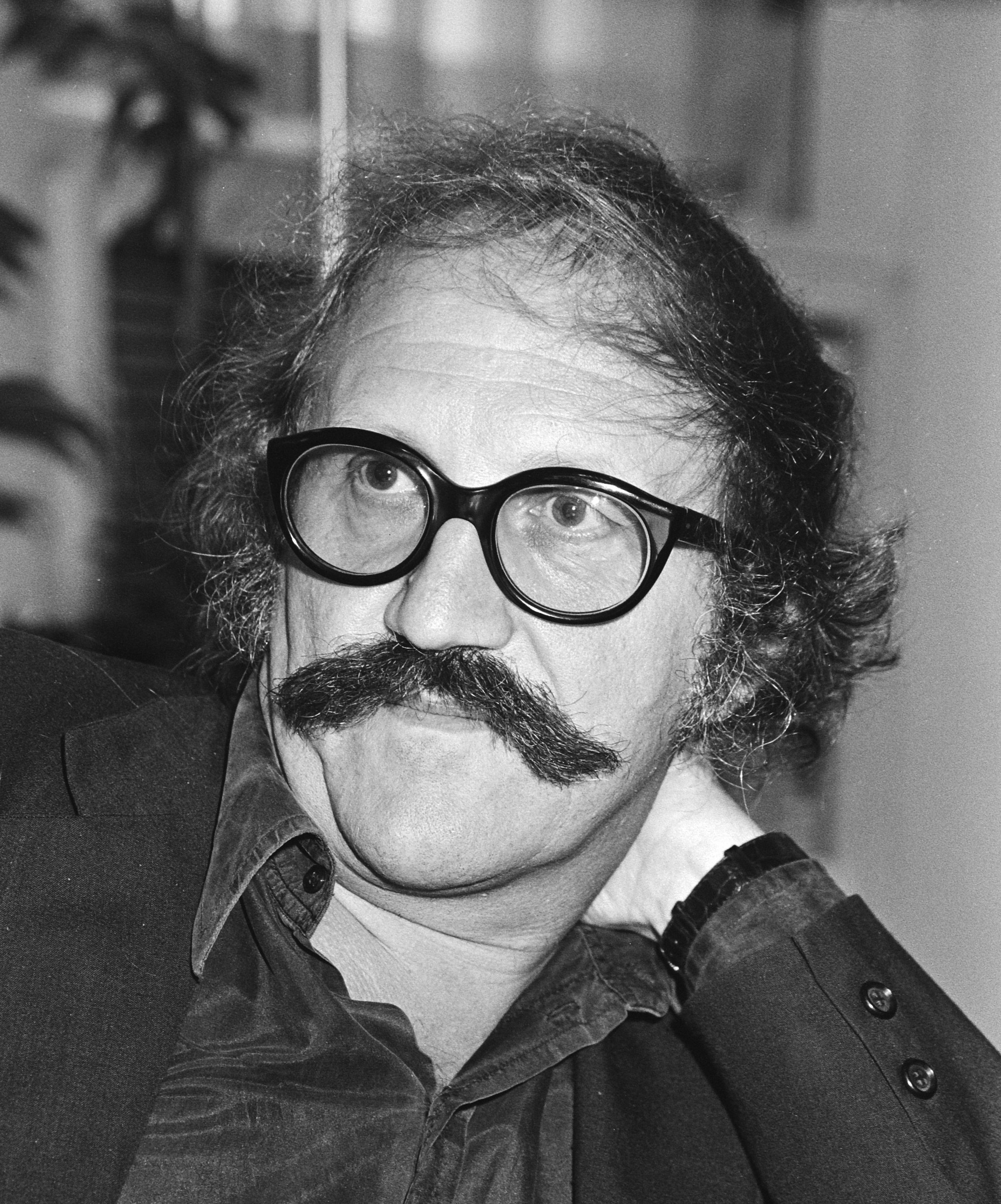
Wilhelm Holzbauer (1981)

Wilhelm Holzbauer (* 3. September 1930 in Itzling; † 15. Juni 2019 in Wien) war ein österreichischer Architekt.

## Leben
Wilhelm Holzbauer besuchte von 1945 bis 1949 die Gewerbeschule Salzburg und studierte danach an der Akademie der bildenden Künste Wien in der Meisterklasse von Clemens Holzmeister Architektur. Nach seiner Zugehörigkeit zur „arbeitsgruppe 4“ studierte Holzbauer 1956 bis 1957 am Massachusetts Institute of Technology (MIT) in Cambridge (Vereinigte Staaten). Danach lehrte er als Gastprofessor bis 1959 in Manitoba (Kanada) und an der Yale University in New Haven, Vereinigte Staaten.
1964 eröffnete er schließlich ein Architekturbüro in Wien, ein weiteres folgte 1969 in Amsterdam. Seine Lehrtätigkeit setzte Holzbauer zwischen 1977 und 1998 als Professor an der Hochschule für angewandte Kunst Wien fort, 1987 bis 1991 war er hier auch Rektor.
Von 1979 bis 1989 leistete sich Holzbauer aus Freude an gutem Essen das kleine Restaurant Mattes in der Schönlaterngasse in Wien, in dem nacheinander die Küchenchefs Richard Hedrich, Reinhard Gerer und Walter Bauer kochten. Es war das erste Wiener Haubenrestaurant.
Er hatte drei Kinder aus erster Ehe mit Ursula Holzbauer und eine Tochter aus seiner zweiten Ehe mit der Japanerin Mari Izumi-Holzbauer.
Holzbauer war einer der Überlebenden des Untergangs der Andrea Doria, an deren Bord er 1956 mit einem Fulbright-Stipendium in die USA ging.
Holzbauers letztes Atelier befand sich im 6. Bezirk Wiens, Mariahilf, Haydngasse 11–13.

## Wirken
Architekturkritiker sehen Holzbauer als „Vertreter einer ‚pragmatischen‘ Architektur mit monumentaler Zeichenhaftigkeit, physiognomischer Prägnanz und manieristischer Überhöhung“, Holzbauer selbst sieht sich als „einen klassischen Architekten, der stets versucht, sich der Situation anzupassen, nichts von den verschiedenen Strömungen der Moderne und Nachmoderne und doch von allem etwas“, in einer Architektur, „deren Wurzeln in einer pragmatischen Grundhaltung liegen und nicht in einer ideologischen.“
Holzbauer konnte sich rasch mit wichtigen Aufträgen für private wie öffentliche Bauherren in der Öffentlichkeit positionieren. Das Wiener Stadtbild beeinflusste er maßgeblich durch seine Planung der Fußgängerzone in der Kärntner Straße sowie durch die Designs für die Wiener U-Bahnen, die auch international preisgekrönt wurden. Immer wieder machte Holzbauer durch Interviews und andere Medienauftritte von sich reden. Für Gesprächsstoff sorgte auch der Architekturwettbewerb für den Umbau des Kleinen Festspielhauses in Salzburg, den Holzbauer bereits über Jahre hinweg angeregt und dafür auch Pläne vorgelegt hatte. Holzbauer berief sich dabei auch auf seine Vertrautheit mit den Ideen Holzmeisters. Nach heftigen Protesten Holzbauers, der als Zweitgereihter aus dem Wettbewerb hervorging, kam es schließlich zu einer Zusammenarbeit mit dem Sieger, der Arbeitsgemeinschaft Herman & Valentiny und Wimmer Zaic Architekten, mit Holzbauer.
Für die Wiener Staatsoper entwarf Holzbauer 1999 das Bühnenbild für die Neuinszenierung von Franz Lehárs Die lustige Witwe (Regie Andrei Şerban, Dirigent John Eliot Gardiner), wobei er auch die Kostüme mitgestaltete.

## Ausgewählte Bauten
| Foto  |                 | Baujahr                 | Name                                                                              | Standort                                                              | Beschreibung | Metadaten                                                                       |
| ----- | --------------- | ----------------------- | --------------------------------------------------------------------------------- | --------------------------------------------------------------------- | --- | ------------------------------------------------------------------------------- |
| ja    | Datei hochladen | 1953–1956               | Parscher Pfarrkirche Zum Kostbaren Blut HERIS-ID: 53218 Objekt-ID: 61024          | Geißmayerstraße 6 Standort                                            | Anmerkung: Arbeitsgruppe 4, mit Friedrich Kurrent, Johannes Spalt, Otto Leitner                                                                                   | P84(Architekt): P131(Ort):Salzburg Region-ISO:AT-5                              |
| ja    | Datei hochladen | 1958–1961               | Seelsorgezentrum Ennsleiten HERIS-ID: 98675 Objekt-ID: 114615                     | Arbeiterstraße 15 Standort                                            | Anmerkung: Arbeitsgruppe 4, mit Johann Georg Gsteu, Friedrich Kurrent und Johannes Spalt                                                                          | P84(Architekt): P131(Ort):Steyr Region-ISO:AT                                   |
| ja    | Datei hochladen | 1961–1964               | Kolleg St. Josef HERIS-ID: 53225 Objekt-ID: 61032                                 | Gyllenstormstraße 8 Standort                                          | Anmerkung: Arbeitsgruppe 4 | P84(Architekt): P131(Ort):Salzburg Region-ISO:AT-5                              |
| BW    | Datei hochladen | 1966                    | Studentenheim Kapellhaus                                                          | Sigmund-Haffner-Gasse 20, Salzburg Standort                           | Anmerkung: | P84(Architekt): P131(Ort):                                                      |
| BW    | Datei hochladen | 1966–1968               | Haus Bettelheim                                                                   | Joseph-Lister-Gasse 22, Hietzing Standort                             | Es handelt sich um ein skulptural durchgeformtes Gebäude, dessen Mitte ein oktogonaler Treppenturm mit offenem Kamin bildet. Anmerkung:                           | P84(Architekt): P131(Ort):                                                      |
| BW    | Datei hochladen | 1973                    | Eich- und Vermessungsamt                                                          | Georg-Wagner-Gasse 8, Salzburg Standort                               | Anmerkung: | P84(Architekt): P131(Ort):                                                      |
|       | Datei hochladen | 1970–1973               | Design für die Wiener U-Bahnen                                                    |                                                                       | mehrere Objekte Verschiedene U-Bahnstationen Anmerkung: Architektengruppe U-Bahn, mit H. Marschalek, G. Ladstätter, Bernd Gantar.                                 | P84(Architekt): P131(Ort):                                                      |
| ja    | Datei hochladen | Bau bis 1972            | Pfarrzentrum Salzburg-St. Vitalis HERIS-ID: 53092 Objekt-ID: 60878                | Kendlerstraße 148 Standort                                            | → Hauptartikel : Pfarrkirche Salzburg-St. Vitalis f1 | P84(Architekt): P131(Ort):Salzburg Region-ISO:AT-5                              |
| ja    | Datei hochladen | 1978                    | U-Bahnstation Schottenring                                                        | Standort                                                              | Anmerkung: | P84(Architekt): P131(Ort):Wien Region-ISO:AT                                    |
| ja    | Datei hochladen | 1979                    | U-Bahnstation Schwedenplatz                                                       | Standort                                                              | Anmerkung: | P84(Architekt):Otto Wagner P131(Ort):Innere Stadt Region-ISO:AT                 |
| ja    | Datei hochladen |                         | U-Bahnstation Praterstern                                                         | Standort                                                              | Anmerkung: | P84(Architekt): P131(Ort):Leopoldstadt Region-ISO:AT                            |
|       | Datei hochladen | 1979–80                 | Umbau Residenz Verlag                                                             | Gaisbergstraße 6, Salzburg Standort                                   | zerstört Anmerkung: Der Anbau, der 1981 den Architekturpreis des Landes Salzburg erhielt, wurde 2009 zerstört.                                                    | P84(Architekt): P131(Ort):                                                      |
| ja    | Datei hochladen | 1973, Bau 1977 bis 1981 | Landhaus Bregenz                                                                  | Standort                                                              | Anmerkung: mit anderen | P84(Architekt): P131(Ort):Bregenz Region-ISO:AT                                 |
| ja    | Datei hochladen | Bau bis 1976            | Bildungshaus St. Virgil HERIS-ID: 53223 Objekt-ID: 61029                          | Ernst-Grein-Straße 14 Standort                                        | → Hauptartikel : Bildungshaus St. Virgil f1 | P84(Architekt): P131(Ort):Salzburg Region-ISO:AT-5                              |
| ja    | Datei hochladen | 1976–1980               | Wohnhausanlage Wohnen morgen HERIS-ID: 48554 Objekt-ID: 52082 Wiener Wohnen: 1125 | Wien Standort                                                         | Anmerkung: | P84(Architekt):Wilhelm Holzbauer P131(Ort):Rudolfsheim-Fünfhaus Region-ISO:AT   |
| ja    | Datei hochladen | 1982                    | U-Bahn-Station Alte Donau                                                         | Standort                                                              | Anmerkung: | P84(Architekt): P131(Ort):Donaustadt Region-ISO:AT                              |
| ja    | Datei hochladen | 1982                    | U-Bahnstation Uno City                                                            | Standort                                                              | Anmerkung: | P84(Architekt): P131(Ort):Donaustadt Region-ISO:AT                              |
| ja    | Datei hochladen | 1986                    | „Stopera“ (Rathaus Amsterdam und Oper) · Wikidata                                 | Waterlooplein, Centrum, Amsterdam Standort                            | | P84(Architekt):Cees Dam, Wilhelm Holzbauer P131(Ort):Amsterdam Region-ISO:NL-NH |
| ja    | Datei hochladen | 1973–1986               | Naturwissenschaftliche Fakultät der Universität Salzburg                          | Hellbrunner Straße, Salzburg Standort                                 | Anmerkung: Architektengruppe Universität Salzburg, mit Stefan K. Hübner, Georg Ladstätter, Heinz Marschalek, Heinz Ekhart                                         | P84(Architekt): P131(Ort):                                                      |
| ja    | Datei hochladen | 1974                    | Planung der Fußgängerzone in der Kärntner Straße                                  | Standort                                                              | Anmerkung: mit Wolfgang Windbrechtinger | P84(Architekt): P131(Ort):Wien Region-ISO:AT                                    |
| ja    | Datei hochladen | 1989                    | Postgebäude                                                                       | Eberhard-Fugger-Straße 7, Salzburg Standort                           | Anmerkung: | P84(Architekt):Wilhelm Holzbauer P131(Ort):                                     |
| ja    | Datei hochladen | 1987-1989               | Umgestaltung Kieselgebäude HERIS-ID: 36697 Objekt-ID: 35678                       | Rainerstraße 19-23 Standort                                           | Anmerkung: gemeinsam mit Rudolf Scheicher. | P84(Architekt): P131(Ort):Salzburg Region-ISO:AT-5                              |
| BW    | Datei hochladen |                         | Bürohauskomplex (IBM) Wien                                                        | Lassallestraße 1/Praterstern, Wien Standort                           | Anmerkung: | P84(Architekt): P131(Ort):                                                      |
| ja    | Datei hochladen |                         | Wohnbebauung Reichenberger Straße/Mariannenstraße, Block 88                       | Wohnbebauung Block 88, Mariannenstraße, Reichenberger Straße Standort | Anmerkung: Internationale Bauausstellung IBA 87, Ausführung mit Rave Architekten, 1979–1985                                                                       | P84(Architekt): P131(Ort):                                                      |
| ja BW | Datei hochladen | 1996                    | SAFE Salzburg                                                                     | Bayerhamerstraße 16, Salzburg Standort                                | Anmerkung: | P84(Architekt):Wilhelm Holzbauer P131(Ort):Salzburg Region-ISO:AT-5             |
| BW    | Datei hochladen | 1991                    | Haus Holzbauer                                                                    | Hellbrunner Allee 7, Salzburg Standort                                | Anmerkung: | P84(Architekt): P131(Ort):                                                      |
| BW    | Datei hochladen | 1993                    | Haus D., Salzburg                                                                 | Montforterweg 7, Salzburg Standort                                    | Anmerkung: | P84(Architekt): P131(Ort):                                                      |
| BW    | Datei hochladen | 1991–95                 | Bürokomplex Bawag / EA·Generali / Arbeiterkammer Salzburg                         | Markus-Sittikus-Straße 12, Salzburg Standort                          | Anmerkung: | P84(Architekt): P131(Ort):                                                      |
| ja    | Datei hochladen | bis 1998                | Geldzentrum der Österreichischen Nationalbank                                     | Garnisongasse 15, 1090 Wien Standort                                  | Anmerkung: | P84(Architekt): P131(Ort):Alsergrund Region-ISO:AT                              |
| ja    | Datei hochladen | 1996–1998               | Andromeda-Tower                                                                   | Standort                                                              | → Hauptartikel : Andromeda-Tower f1 | P84(Architekt):Wilhelm Holzbauer P131(Ort):Kaisermühlen Region-ISO:AT           |
| ja    | Datei hochladen |                         | Mahnmal für alle Opfer der Schlacht von Stalingrad · Wikidata                     | Standort                                                              | → Hauptartikel : Mahnmal in Pestschanka f1 | P84(Architekt): P131(Ort):Gorkowski Region-ISO:RU-VGG                           |
| ja    | Datei hochladen | bis 1998                | Festspielhaus Baden-Baden · Wikidata                                              | Standort                                                              | → Hauptartikel : Festspielhaus Baden-Baden f1 | P84(Architekt):Wilhelm Holzbauer P131(Ort):Baden-Baden Region-ISO:DE-BW         |
| ja    | Datei hochladen | 1998                    | Fachmittelschule und Polytechnische Schule Wien 20                                | Standort                                                              | → Hauptartikel : Fachmittelschule und Polytechnische Schule Wien 20 f1                                                                                            | P84(Architekt): P131(Ort):Wien Region-ISO:AT-9                                  |
| ja    | Datei hochladen |                         | Ringstraßen-Galerien Gebäudekomplex                                               | Kärntner Ring 5-7+9-13, 1010 Wien Standort                            | → Hauptartikel : Ringstraßen-Galerien f1 | P84(Architekt): P131(Ort):Innere Stadt Region-ISO:AT-9                          |
| ja    | Datei hochladen | 1999–2005               | Tech Gate Vienna                                                                  | Standort                                                              | Anmerkung: mit Sepp Frank | P84(Architekt): P131(Ort):Wien Region-ISO:AT-9                                  |
| ja    | Datei hochladen | 1999–2001               | Gasometer D                                                                       | Guglgasse 14, Wien Standort                                           | → Hauptartikel : Gasometer (Wien) f1 | P84(Architekt): P131(Ort):                                                      |
| ja    | Datei hochladen | Umbau 2002–2004         | Linzer Hauptbahnhof                                                               | Bahnhofplatz 3- 6, 4020 Linz Standort                                 | → Hauptartikel : Linz Hauptbahnhof f1 | P84(Architekt): P131(Ort):Linz Region-ISO:AT-4                                  |
| BW    | Datei hochladen | 2003–2004               | ARACHON Reifekeller                                                               | Günser Straße 60, Horitschon Standort                                 | Anmerkung: | P84(Architekt): P131(Ort):                                                      |
| ja    | Datei hochladen | 1863                    | Die 4 Neuen Säle des Wiener Musikvereins HERIS-ID: 33218 Objekt-ID: 30580         | Bösendorferstraße 12 Standort                                         | Die vier neuen Säle in einem unterirdischen Zubau unterhalb des Vorplatzes wurden nach dem jeweils dominanten Grundbaustoff Glas, Metall, Stein und Holz benannt. | P84(Architekt):Theophil von Hansen P131(Ort):Innere Stadt Region-ISO:AT-9       |
| ja    | Datei hochladen | ab 2006                 | Haus für Mozart HERIS-ID: 40518 Objekt-ID: 40461                                  | Hofstallgasse 1 Standort                                              | Umbau des Kleinen Festspielhauses in Salzburg Anmerkung: gemeinsam mit Francois Valentiny, dem Wettbewerbssieger                                                  | P84(Architekt):Clemens Holzmeister P131(Ort):Salzburg Region-ISO:AT-5           |
| ja    | Datei hochladen | 1970 oder 2003          | Landesnervenklinik Wagner-Jauregg                                                 | Wagner-Jauregg-Weg 15 Standort                                        | Anmerkung: | P84(Architekt): P131(Ort):Linz Region-ISO:AT                                    |
| BW    | Datei hochladen |                         | Haus D., Wien                                                                     | Oberlaaer Straße 39, Wien Standort                                    | Anmerkung: | P84(Architekt): P131(Ort):                                                      |
| BW    | Datei hochladen |                         | Schule Stromstraße                                                                | Stromstraße 40, Brigittenau Standort                                  | Anmerkung: | P84(Architekt): P131(Ort):                                                      |
| BW    | Datei hochladen |                         | Haus am See                                                                       | Hauptstr. 192, 9871 Seeboden, Kärnten Standort                        | Anmerkung: | P84(Architekt): P131(Ort):                                                      |
| BW    | Datei hochladen |                         | Einfamilienhaus                                                                   | An den langen Lüssen 24, 1190 Wien Standort                           | Anmerkung: Arbeitsgruppe 4 mit Wilhelm Holzbauer, Friedrich Kurrent und Johannes Spalt (Architektur)                                                              | P84(Architekt): P131(Ort):                                                      |

## Publikationen
- Holzbauer, Wilhelm: Bauten und Projekte 1953–1985, 1985
- Holzbauer, Wilhelm: Bauten und Projekte 1985–1990, 1990
- Achleitner, Friedrich, Holzbauer, Wilhelm: Buildings and Projects – Bauten und Projekte. Stuttgart 1995
- Holzbauer, Wilhelm: Arbeiten aus den letzten 5 Jahren des vergangenen Jahrtausends. Ausstellungskatalog, Universität für angewandte Kunst. Wien 2000

## Auszeichnungen und Ehrungen
- 1952: Goldene Füger-Medaille
- 1954: Theodor-Körner-Preis
- 1959: Staatspreis an der Akademie der Bildenden Künste
- 1967: Kulturpreis der Stadt Kapfenberg
- 1972: Preis der Stadt Wien für Architektur
- 1978: Goldenes Ehrenzeichen für die Verdienste um die Stadt Wien
- 1983: R. S. Reynolds Memorial Award
- 1986: Preis des Landes Salzburg für Architektur
- 1986: Ehrenring der Hauptstadt Salzburg
- 1986: Ehrenmitglied des American Institute of Architects
- 1990: Staatspreis Consulting Ingenieurconsulting: Architektengruppe U-Bahn, Wilhelm Holzbauer, Heinz Marschalek, Georg Ladstätter, Bert Gantar zum Projekt U-Bahn Vancouver Kanada
- 1991: Goldene Ehrenmedaille der Stadt Wien
- 1996: Großes Goldenes Ehrenzeichen für Verdienste um die Republik Österreich[40]
- 1997: Ehrenmitgliedschaft im Bund Deutscher Architekten BDA
- 2000: Großer Österreichischer Staatspreis für Architektur
- 2005: Goldenes Ehrenzeichen des Landes Salzburg
- 2008: Großes Verdienstzeichen des Landes Vorarlberg